# Hönig
Hönig är en bergstopp i Österrike. Den ligger i distriktet Reutte och förbundslandet Tyrolen, i den västra delen av landet. Toppen på Hönig är 2 034 meter över havet.
I omgivningarna runt Hönig finns i huvudsak kala bergstoppar och gräsmarker. Bredvid vandringslederna som finns vid berget hittas många blommor.